# Nivaldo (football, 1958)
Pour les articles homonymes, voir Nivaldo.
Nivaldo Gomes da Silva, plus connu sous le nom de Nivaldo, est un footballeur brésilien né le 2 août 1958 à Ferreiros, dans l'État de Pernambuco. Il a joué au poste de milieu de terrain et de défenseur gauche.

## Biographie
Nivaldo commence sa carrière professionnelle en 1975 au Sport Club do Recife, où il reste jusqu'en 1978. Après un bref passage à la Portuguesa Santista, il rejoint Cruzeiro en 1979,.
En 1980, il retourne au Sport, avant de partir pour l'Europe, rejoignant le Vitória Guimarães. Il dispute 122 matchs entre 1980 et 1984, inscrivant 4 buts.
En 1984, il signe au Benfica Lisbonne, il dispute notamment deux rencontres de Coupe des clubs champions en 1984-1985.
il rejoint le Portimonense SC en 1985. Pendant 4 saisons, il devient un pilier du club, jouant 118 matchs et marquant 6 buts.
Il termine sa carrière au UD Leiria entre 1989 et 1991, où il joue 29 matchs.